# 가우 (연호)
가우(嘉祐, 1056년 9월 ~ 1063년)는 북송 인종(仁宗) 조정(趙禎)의 아홉번째 연호이다. 7년 4개월 가량 사용하였다. 인종(仁宗)이 죽고나서, 영종(英宗)이 치평으로 개원할 때까지 사용하였다.

## 개원
- 지화(至和) 3년 9월 12일[1](1056년 10월 23일)에 연호를 가우(嘉祐)로 개원함.[2][3][4][5]

- 가우(嘉祐) 9년 1월 1일[6](1064년 1월 21일)에 연호를 치평(治平)으로 개원함.[7][8][4][5]

## 연대 대조표
| 가우       | 원년           | 2년        | 3년        | 4년        | 5년        | 6년        | 7년        | 8년        |
| 서기(西紀) | 1056년         | 1057년     | 1058년     | 1059년     | 1060년     | 1061년     | 1062년     | 1063년     |
| 간지(干支) | 병신(丙申)     | 정유(丁酉) | 무술(戊戌) | 기해(己亥) | 경자(庚子) | 신축(辛丑) | 임인(壬寅) | 계묘(癸卯) |
| 요(遼)     | 청녕(淸寧) 2년 | 3년        | 4년        | 5년        | 6년        | 7년        | 8년        | 9년        |

## 동시대 연호

### 중국
요(遼)
- 청녕(淸寧) (1055년 ~ 1064년)

대리국(大理國)
- 정안(政安) (1053년 ~ 1061년)
- 정덕(正德) (1062년 ~ 1073년)

서하(西夏)
- 차도(奲都) (1057년 ~ 1062년)
- 공화(拱化) (1063년 ~ 1067년)

### 베트남
- 롱투이타이빈(龍瑞太平) (1054년 ~ 1059년)
- 쯔엉타인자카인(彰聖嘉慶) (1059년 ~ 1066년)

### 일본
- 덴기(天喜) (1053년 ~ 1058년)
- 고헤이(康平) (1058년 ~ 1065년)

## 같이 보기
- 중국의 연호 목록